# Лифляндский егерский корпус
Лифляндский егерский корпус — пехотное подразделение армии Российской империи в XVIII веке.
14 января 1785 года из команд, отчисленных от разных армейских и гарнизонных полков был сформирован Лифляндский егерский корпус в составе 4-х батальонов.
29 ноября 1796 года Лифляндский егерский корпус был расформирован и на его основании составлены отдельные 7-й и 8-й егерские батальоны. Впоследствии эти батальоны были переформированы в полки, а после окончательного упразднения номерных егерских полков в 1833 году были присоединены соответственно к Великолуцкому и Староингерманландскому пехотным полкам.
Лифляндский егерский корпус принимал участие в русско-шведской войне 1788—1790 годов и в кампаниях 1792 и 1794 годов против поляков.